# تايلور هو باينوم
تايلور هو باينوم (بالإنجليزية: Taylor Ho Bynum)‏ هو موسيقي أمريكي، ولد في 1975 في بالتيمور في الولايات المتحدة.

## وصلات خارجية
- تايلور هو باينوم على موقع IMDb (الإنجليزية)
- تايلور هو باينوم على موقع ميوزك برينز (الإنجليزية)
- تايلور هو باينوم على موقع أول ميوزيك (الإنجليزية)
- تايلور هو باينوم على موقع ديسكوغز (الإنجليزية)